# Чейн-Лейк (Вашингтон)
Чейн-Лейк (англ. Chain Lake) — переписна місцевість (CDP) в США, в окрузі Сногоміш штату Вашингтон. Населення — 4806 осіб (2020).

## Географія
Чейн-Лейк розташований за координатами 47°54′11″ пн. ш. 121°59′13″ зх. д. / 47.90306° пн. ш. 121.98694° зх. д. (47.903093, -121.987047).  За даними Бюро перепису населення США в 2010 році переписна місцевість мала площу 27,46 км², з яких 27,33 км² — суходіл та 0,13 км² — водойми.

## Демографія
Згідно з переписом 2010 року, у переписній місцевості мешкала 3741 особа в 1303 домогосподарствах у складі 1055 родин. Густота населення становила 136 осіб/км².  Було 1369 помешкань (50/км²).
Расовий склад населення:
| - 93,0 % — білих - 0,9 % — корінних американців - 0,9 % — азіатів - 0,4 % — чорних або афроамериканців - 1,4 % — осіб інших рас |

До двох чи більше рас належало 3,4 %. Частка іспаномовних становила 4,3 % від усіх жителів.
За віковим діапазоном населення розподілялося таким чином: 25,6 % — особи молодші 18 років, 65,8 % — особи у віці 18—64 років, 8,6 % — особи у віці 65 років та старші. Медіана віку мешканця становила 41,3 року. На 100 осіб жіночої статі у переписній місцевості припадало 103,4 чоловіків;  на 100 жінок у віці від 18 років та старших — 103,7 чоловіків також старших 18 років.
Середній дохід на одне домашнє господарство  становив 114 629 доларів США (медіана — 92 375), а середній дохід на одну сім'ю — 123 240 доларів (медіана — 108 605). За межею бідності перебувало 2,8 % осіб, у тому числі 0,4 % дітей у віці до 18 років та 0,0 % осіб у віці 65 років та старших.
Цивільне працевлаштоване населення становило 2000 осіб. Основні галузі зайнятості: освіта, охорона здоров'я та соціальна допомога — 20,8 %, виробництво — 12,4 %, роздрібна торгівля — 12,2 %.